# Maresiella aldabrana
Maresiella aldabrana là một loài chân đều trong họ Gnathostenetroididae. Loài này được Kensley & Schotte miêu tả khoa học năm 2002.